# Acid metrizoic
Axit metrizoic là một phân tử được sử dụng làm thuốc cản quang. Do tính thẩm thấu cao, axit metrizoic có nguy cơ gây ra phản ứng dị ứng so với môi trường tương phản thẩm thấu thấp hơn.